# Estádio Jawaharlal Nehru
O Estádio Jawaharlal Nehru (em hindi: जवाहरलाल नेहरू स्टेडियम) é um estádio multiuso localizado em Nova Deli, capital da Índia. Construído com a finalidade de ser sede dos Jogos Asiáticos de 1982, foi oficialmente inaugurado em 1983. Originalmente com capacidade para 78 000 espectadores, o estádio passou por uma remodelação em que parte das arquibancadas de concreto foi substituída por cadeiras numeradas, o que reduziu sua capacidade para os atuais 60 254 lugares.
O estádio faz parte do Complexo Esportivo Jawaharlal Nehru, localizado na região central da capital indiana, que também abriga a sede do Comitê Olímpico Indiano. A Seleção Indiana de Futebol, bem como a Federação Indiana de Atletismo costumam realizar ali jogos e corridas válidos por competições continentais. O estádio também foi sede principal dos Jogos da Commonwealth de 2010.